# 日本CCS調査
日本CCS調査（にほんCCSちょうさ）は、二酸化炭素貯留に関する技術を扱う日本の企業。

## 概要
2008年5月26日、日本の電力会社、石油元売会社、エンジニアリング会社など数十社が出資する株式会社として発足（2010年末で株主となる企業は36社を数える）。工場から排出される地球温暖化の原因となる二酸化炭素を分離、回収、輸送、貯留に関する技術の研究開発するために設立された。日本国内では、北海道苫小牧市などをフィールドに二酸化炭素の貯留技術の研究が進められている。